# Idle Cure
«Idle Cure» — американская христианская рок-группа из города Лонг-Бич (Калифорния), существовавшая с 1985 по 1995 годы.

## История
Группа была сформирована в 1985 году с первоначальным составом в лице басиста Стива Шеннона (англ. Steve Shannon), гитариста Марка Эмброуза (англ. Mark Ambrose) и клавишника Питера Ломакина (англ. Pete Lomakin).
Выпущенные в период с 1987 по 1989 годы синглы «Take It», «How Long» и «So Many Faces» становились успешными в хит-парадах. Один из наиболее известных альбомов группы, «Tough Love» (1988), был в основном положительно воспринят критиками.
«Idle Cure» распались в 1995 году.

## Дискография

### Альбомы
- «Idle Cure» (1986) —  US Chistian/Gospel #27[6]
- «Tough Love» (1988) —  US Chistian/Gospel #36[6]
- «2nd Avenue» (1990) —  US Chistian/Gospel #22[6]
- «Inside Out» (1991)
- «Eclipse» (1994)

### Компиляционные альбомы
- «Breakaways» (1992)
- «Idle Cure / 2nd Ave» (1998)
- «Tough Love / Inside Out» (1998)